# Чаплін Анатолій Федорович

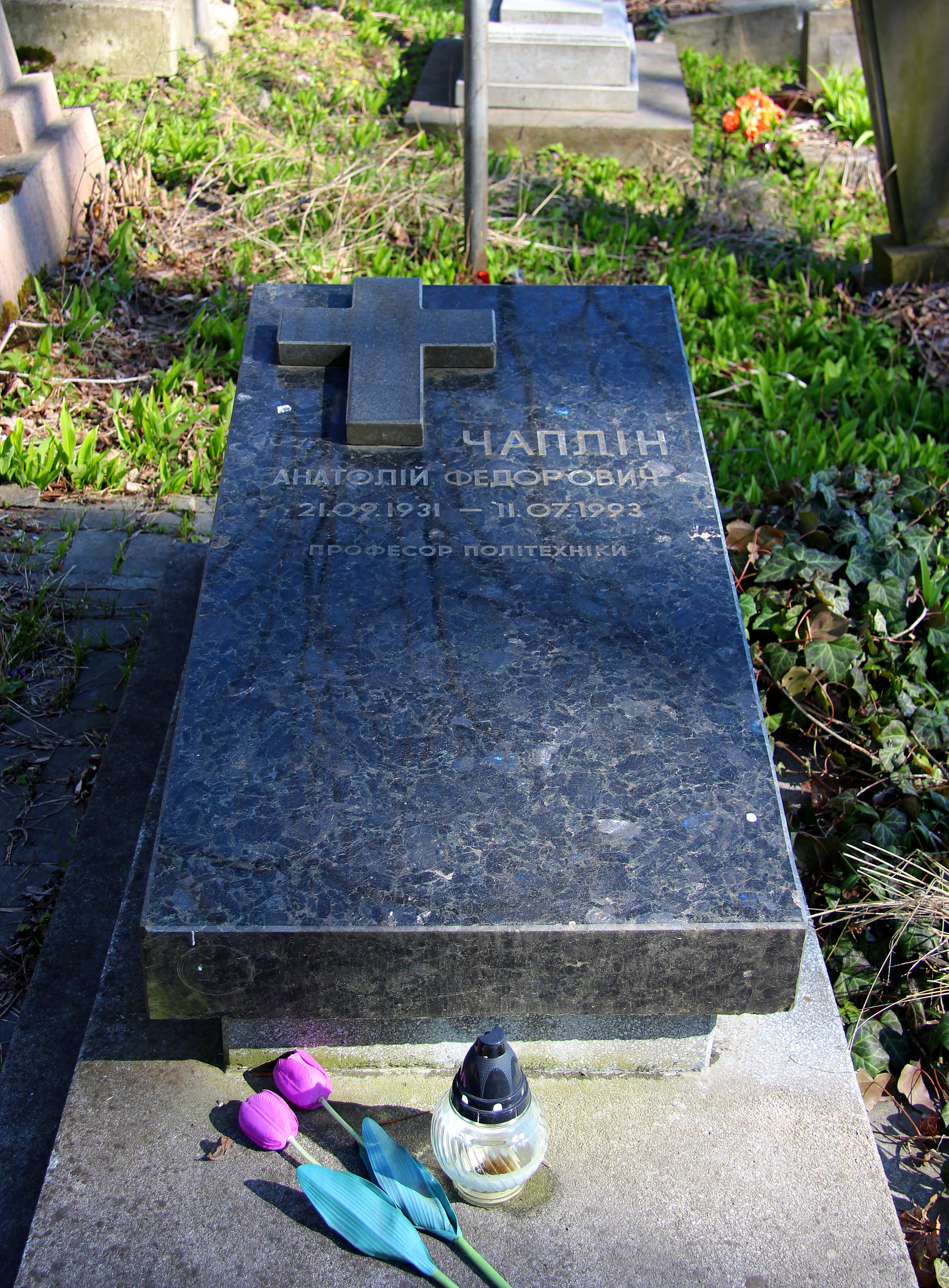
Могила Анатолія Чапліна на 80 полі Личаківського цвинтаря у Львові

Анатолій Федорович Ча́плін (21 вересня 1931, Москва, РСФРР, СРСР — 11 липня 1993, Львів, Україна) — радянський вчений з теорії та техніки антен.
Батько Всеволода Чапліна (російський релігійний діяч) та Марії-Гражини Чаплін (українська журналістка, телеведуча та продюсерка).

## Біографія
Народився 21 вересня 1931 року у Москві.
У 1951 році закінчив з відзнакою Московський військово-механічний технікум, а у 1957 році закінчив з відзнакою Московський енергетичний інститут за спеціальністю радіоінженер.
З 1956 працює інженером, а після закінчення Московського енергетичного інституту — молодшим науковим співробітником у ньому.
З 1959 по 1962 роки навчався в аспірантурі при кафедрі антенно-фідерних пристроїв Московського енергетичного інституту, і у 1963 році захищає кандидатську дисертацію. Того ж року стає викладачем в інституті.
У 1976 році А. Ф. Чаплін захищає дисертацію доктора технічних наук «Деякі задачі аналізу та синтезу імпедансних структур та антенних решіток».
У 1978 році він переїжджає на роботу у Львівський політехнічний інститут, а з 1980 року до 1991 року обіймає посаду завідувача кафедри радіотехнічних пристроїв у складі радіотехнічного факультету Львівського політехнічного інституту. За керівництва А. Чапліна було створено науково-дослідний відділ радіотехнічний систем у складі п'яти науково-дослідних лабораторій, які працювали над виконанням науково-дослідних робіт для космічної галузі, Міністерства охорони здоров'я, Міністерства середнього машинобудування та для інших галузей. Ним також було організовано при кафедрі науково-методичний семінар республіканського значення.
За наукового керівництва А. Чапліна було захищено дві докторські та 18 кандидатських дисертацій.
11 липня 1993 року після тяжкої хвороби Анатолій Чаплін помер у Львові. Похований на Личаківському цвинтарі, поле № 80.

## Родина
- Перша дружина (ім'я якої залишається невідомим)[4], походила з технічної інтелігенції. Її вітчим Всеволод Веніамінович Костін[5] (інженер-енергетик) був онуком К. Е. Ціолковського. 
  - Син Всеволод Чаплін. Від шлюбу з першою дружиною у Анатолія Чапліна народився син Всеволод Чаплін (31.03.1968 — 26.01.2020), який був відомим та доволі одіозним релігійним діячем, священником Російської Православної Церкви.
- Друга дружина Христина Богданівна Блажкевич (нар.1941), з 2000 р. працювала професором на кафедрі №1 та №2 спеціального фортепіано[6] у Львівській державній музичній академії ім. М. В. Лисенка. Батько Христини Богдан Іванович Блажкевич (28.08.1912 - 10.10.1986) — доктор технічних наук, Заслужений діяч науки УРСР[7]. Бабця Христини Блажкевич Іванна Омелянівна була відомою українською дитячою письменницею, громадською діячкою, просвітницею.
  - Донька Марія Чаплін. Від другого шлюбу з Христиною Богданівною Блажкевич у Анатолія Чапліна 30 листопада 1981 року в м. Львові народилася донька Марія-Гражина - журналіст, телеведуча, продюсер, володарка титулу «Місс Україна — 2002». Зараз проживає у м. Монако.

## Науковий доробок
Анатолій Чаплін — автор понад 250 наукових праць, в тому числі 3-х монографій та ряду навчальних підручників, 20 винаходів. Крім того, А. Чаплін переклав з англійської ряд наукових праць іноземних науковців.
- Марков Г. Т.[8], Чаплин А. Ф. Возбуждение электромагнитных волн. — М.-Л., Энергия, 1967—376 с., ил.
- Терешин О. М., Седов В. М., Чаплин А. Ф. Синтез антен на замедляющих структурах (1980).
- Марков Г. Т., Чаплин А. Ф. Возбуждение электромагнитных волн. — М.: Радио и связь, 1983 — с. 296, ил.
- Чаплин А. Ф. Анализ и синтез антенных решеток. — Львов: Вища школа, 1987—180 с..
- Хансен Р. Ц. Сканирующие антенные системы СВЧ в 2-х т. Пер. с англ. под ред. Маркова Г. Т., Чаплина А. Ф. — М.: Советское радио, 1966—536 с., ил.
- Хансен Р. Ц. Сканирующие антенные системы СВЧ. Т.3. : пер. с англ. / ; Ред. Г. Т. Марков, А. Ф. Чаплин . — М. : Радио и связь, 1971 . — 464 с.
- Амитей Н., Галиндо В., Ву Ч. Теория и анализ фазированных антенных решеток / Пер. с англ. под ред. Чаплина А. Ф. — М.: Мир, 1974—458 с., ил.
- Хмель В. Ф., Чаплин А. Ф., Шумлянский И. И. Антенны и устройства СВЧ/ Сб. задач: 2-е изд., перераб. и доп.– К.: Выща школа, 1990—231 с.

## Вибрані патенти
- Пассивная вибраторная антенна. Патент на изобретение № RU 01128316 от 07.12.1984 г. автор(ы): Чаплин Анатолий Федорович, Михайлов Михаил Юрьевич, Бучацкий Михаил Дмитриевич.
- Волноводно-полосковый переход. Патент на изобретение № RU 01188814 от 30.10.1985 г. автор(ы): Чаплин Анатолий Федорович, Яковенко Игорь Георгиевич, Ящишин Евгений Михайлович, Сторож Владимир Георгиевич, Пчёлкина Надежда Александровна.
- Кольцевая вибраторная антенна. Патент на изобретение № RU 01238182 от 15.06.1986 г. автор(ы): Чаплин Анатолий Федорович, Бучацкий Михаил Дмитриевич.
- Способ измерения разности фаз двух когерентных сигналов. Патент на изобретение № RU 01257557 от 15.09.1986 г. автор(ы): Калинчук Николай Николаевич, Романюк Мирослав Григорьевич, Чаплин Анатолий Федорович.
- Элемент фазированной антенной решетки. Патент на изобретение № RU 01376149 от 23.02.1988 г. автор(ы): Чаплин Анатолий Федорович, Калинчук Николай Николаевич, Романюк Мирослав Григорьевич, Попович Игорь Федорович.
- Пассивная вибраторная антенна. Патент на изобретение № RU 01381622 от 15.03.1988 г. автор(ы): Чаплин Анатолий Федорович, Михайлов Михаил Юрьевич.
- Ступенчатый переход. Патент на изобретение № RU 01580464 от 23.07.1990 г. автор(ы): Чаплин Анатолий Федорович, Павликевич Маркиян Иосифович, Коваль Богдан Владимирович.
- Антенна поверхностной волны с поперечным излучением. Патент на изобретение № RU 2007795 H01Q13/20 от 31.10.1991. Автор(ы): Чаплин Анатолий Федорович; Кондратьев Александр Сергеевич.
- Антенна поверхностной волны. Патент на изобретение № RU 01805517 от 30.03.1993 г. Автор(ы): Гоблик Виктор Васильевич, Михайлов Михаил Юрьевич, Чаплин Анатолий Федорович, Ящишин Евгений Михайлович.